# 유토리입니다만 무슨 문제 있습니까 인터내셔널
《유토리입니다만 무슨 문제 있습니까 인터내셔널》(일본어: ユトリですが何か問題でも?インターナショナル)는 2023년 10월 13일에 공개한 일본 영화이다. 감독은 미즈타 노부오. 주연은 오카다 마사키

## 출연

### 주연
- 오카다 마사키 : 사카마 마사카즈 역
- 마츠자카 토리 : 야마지 카즈토요 역
- 야기라 유야 : 미치가미 마리부 역

### 조연
- 안도 사쿠라 : 사카마 아카네 역
- 나가노 타이가 : 야마기시 히로무 역
- 요시오카 리호 : 사쿠라 에츠코 역
- 시마자키 하루카 : 사카마 유토리 역
- 테즈카 토루
- 다카하시 히로시 : 사카마 무네타카 역
- 아오키 사야카 : 사카마 미도리 역
- 사츠카와 아이미
- 야모토 유마
- 카토 료
- 쇼지 유스케
- 오사무라 코키
- 코마츠 카즈시게
- 카토 세이시로
- 신타니 유즈미
- 아츠기리 제이슨
- 도쿠이 유
- 키나미 하루카 : 최시네 역
- 카미시라이시 모카 : 모치즈키 카오리 역
- 요시하라 미츠오
- 덴덴
- 나카다 요시코 : 사카마 카즈요 역
- 요시다 코타로 : 아소 이와오 역